# 오사와 도모야 (2002년)
오사와 도모야(일본어: 大澤 朋也, 2002년 9월 6일~)는 일본의 축구 선수이다.

## 구단 경력
그는 2021년 J2리그의 오미야 아르디자에 입단했다. 2022년 J3리그의 에히메 FC로 임대 이적했다. 2023년 오미야 아르디자로 복귀했다. 2023년후 J3리그에 강등했다. 2025년 J3리그의 츠바이겐 가나자와로 이적했다.